# Deutsches Heim
Deutsches Heim war eine Wochenzeitschrift in Berlin von etwa 1880 bis 1943.

## Geschichte
Die Anfänge der Zeitschrift sind unklar. 1880 wurde als Nr. 4 angegeben, 1905/06 als 20. Jahrgang.
Deutsches Heim erschien als Beilage zu verschiedenen Zeitungen des Ullstein-Verlages, wie der Berliner Zeitung und der Berliner Abendpost (dort mindestens 1900–1909/10).
Sie war als Unterhaltungsblatt konzipiert und enthielt Romane (für die Frau), Abenteuer- und Reisegeschichten, Rätsel und Schachaufgaben.